# HMS Melbreak (L73)
HMS Melbreak (L73) là một tàu khu trục hộ tống lớp Hunt Kiểu III của Hải quân Hoàng gia Anh Quốc được hạ thủy và nhập biên chế năm 1942. Nó đã hoạt động trong suốt Chiến tranh Thế giới thứ hai, ngừng hoạt động năm 1945 và bị bán để tháo dỡ năm 1956.

## Thiết kế và chế tạo
Melbreak được đặt hàng vào ngày 28 tháng 7, 1940 cho hãng J. Samuel White tại East Cowes, Isle of Wight trong Chương trình Chiến tranh Khẩn cấp 1940 và được đặt lườn vào ngày 23 tháng 6, 1941. Nó được hạ thủy vào ngày 5 tháng 3, 1942 và hoàn tất vào ngày 10 tháng 10 năm 1942. Con tàu được cộng đồng dân cư Wallsend Cockermouth thuộc hạt Cumberland đỡ đầu trong khuôn khổ cuộc vận động gây quỹ Tuần lễ Tàu chiến năm 1942. Tên nó được đặt theo rừng săn cáo Melbreak tại Cumbria, Cumberland, và là chiếc tàu chiến duy nhất của Hải quân Anh được đặt cái tên này.

## Lịch sử hoạt động

### 1942 – 1943
Sau khi hoàn tất chạy thử máy, Melbreak chuyển đến Scapa Flow vào ngày 10 tháng 10, 1942, nơi nó gia nhập Hạm đội Nhà và tiếp tục được trang bị hoàn thiện, rồi được điều đến Portsmouth và gia nhập Chi hạm đội Khu trục 15. Con tàu đảm nhiệm việc tuần tra và hộ tống vận tải ven biển tại khu vực eo biển Manche và Khu vực Tiếp cận phía Tây.
Vào ngày 30 tháng 1, 1943, Melbreak lên đường hộ tống cho chiếc tàu chiến-tuần dương Renown (1916) và các tàu sân bay Furious (47) và Illustrious (87) đi Clyde. Sau khi đến nơi vào ngày 4 tháng 2, nó quay trở lại Plymouth tiếp tục hoạt động tuần tra và hộ tống. Sang tháng 6, nó tham gia hộ tống một đoàn tàu vận tải đi sang Gibraltar, rồi hộ tống Đoàn tàu XK9 cho chặng quay trở về Anh, tiếp tục hoạt động từ căn cứ tại Plymouth.
Vào ngày 9 tháng 7, Melbreak được phái cùng với tàu chị em Wensleydale (L86) và tàu khu trục hộ tống Na Uy cùng lớp HNoMS Glaisdale (L44) để đánh chặn một đoàn tàu vận tải ven biển đối phương. Trong cuộc đụng độ với đối phương vào ngày hôm sau ở vị trí cách 45 mi (72 km) về phía Tây Bắc đảo Ushant, Pháp, nó bị hư hại đáng kể, và sau khi rút lui về Plymouth đã phải đi đến một xưởng tàu tư nhân ở London để sửa chữa.
Sau khi hoàn tất sửa chữa vào ngày 2 tháng 9, Melbreak chạy thử máy sau đại tu, rồi chuyển đến Plymouth tiếp nối các hoạt động cùng chi hạm đội. Nó tuần tra và hộ tống vận tải tại khu vực eo biển Manche và Khu vực Tiếp cận phía Tây.

### 1944
Vào ngày 15 tháng 3, 1944, Melbreak cùng với tàu chị em Brissenden (L79) đã đối đầu với các tàu phóng lôi E-Boat đối phương đang tìm cách tấn công Đoàn tàu WP492 ngoài khơi Lands End; tàu E-boat S143 đối phương bị hư hại trong cuộc đụng độ này.
Đến ngày 17 tháng 4, Melbreak được bố trí cùng tàu chị em Tanatside (L69) và các xuồng máy thuộc Lực lượng Tuần duyên nhẹ nhằm hỗ trợ cho hoạt động rải mìn của tàu rải mìn Apollo (M01), đây là một hoạt động nhằm chuẩn bị cho cuộc Đổ bộ Normandy. Hai ngày sau đó, nó lại cùng Tanatside, Wensleydale, HMCS Haida, Ashanti (F51) hỗ trợ cho một hoạt động rải mìn khác.
Sang tháng 5, song song với nhiệm vụ tuần tra và hộ tống vận tải, Melbreak tham gia các cuộc thực tập tại Portsmouth và Plymouth nhằm chuẩn bị cho cuộc đổ bộ. Nó cùng các tàu chị em Tanatside và Talybont (L18) được phối thuộc vào Lực lượng Bắn phá C trực thuộc Lực lượng O, Lực lượng Đặc nhiệm phía Tây dưới sự chỉ huy chung của Hải quân Hoa Kỳ. Lực lượng O còn bao gồm các thiết giáp hạm Hoa Kỳ USS Texas (BB-35) và USS Arkansas (BB-33), tàu tuần dương Glasgow (C21), hai tàu tuần dương thuộc lực lượng Pháp Tự do và các tàu khu trục Hoa Kỳ.
Lực lượng Bắn phá C đã được tập trung và khỏi hành từ Belfast, Bắc Ireland, và đi đến Solent trước khi lên đường vào ngày 5 tháng 6 hướng đến bãi đổ bộ Omaha. Vào đúng ngày D 6 tháng 6, Melbreak đã bắn hải pháo hỗ trợ cho cuộc đổ bộ tại khu vực Lực lượng Đặc nhiệm Tấn công phía Tây, rồi sau đó tuần tra tại bãi đổ bộ chống tàu chiến xâm nhập và chống tàu ngầm. Vào ngày 11 tháng 6, nó có một cuộc đụng độ ngắn với các tàu phóng lôi E-boat đối phương ngoài khơi Cap d'Antifer. Nó tiếp tục hoạt động tại vùng eo biển sau khi chiến dịch đổ bộ chính thức kết thúc vào ngày 27 tháng 6.
Vào ngày 8 tháng 7, Melbreak đã cùng các tàu chị em Cattistock (L35), La Combattante và tàu frigate Thornborough (K574) đụng độ với các tàu phóng lôi E-boat đối phương xuất phát từ Le Havre tấn công các tàu tuần tra ngoài khơi Normandy. Sang ngày 22 tháng 7, nó lại đụng độ với bốn tàu phóng lôi đối phương tại khu vực giữa Boulogne và Le Havre. Đến ngày 21 tháng 8, nó cùng các tàu khu trục Watchman (D26) và Forester (H74) tấn công các tàu E-boat đối phương để bảo vệ một đoàn tàu vận tải; rồi chỉ ba ngày sau đó, nó lại cùng tàu frigate Retalic (K555) và lực lượng tuần duyên nhẹ tấn công tàu bè đối phương triệt thoái khỏi các cảng Pháp dọc eo biển Manche. Đang khi tấn công tàu bè đối phương triệt thoái tại khu vực giữa Cap d'Antifer và Fecamp, nó bị hư hại nhẹ.
Vào ngày 28 tháng 8, đang khi tuần tra trong khu vực eo biển, Melbreak bị máy bay đối phương không rõ nhận dạng tấn công. Nó bị hư hại cấu trúc và ngập nước một số khoang, khiến năm người thiệt mạng và 15 người khác bị thương. Việc sửa chữa được tiến hành tại một xưởng tàu tư nhân ở Barry thuộc xứ Wales. Công việc hoàn tất vào ngày 11 tháng 11, khi nó chạy thử máy sau sửa chữa trước khi được điều động về Chi hạm đội Khu trục 21, đặt căn cứ tại Sheerness, và làm nhiệm vụ tuần tra và hộ tống tại Bắc Hải.

### 1945
Melbreak chủ yếu hoạt động tuần tra chống hoạt động rải mìn của đối phương cũng như việc tấn công bằng tàu ngầm U-Boat trang bị ống hơi. Vào ngày 7 tháng 5, 1945, nó mắc tai nạn mắc cạn và bị hỏng lườn tàu cùng thiết bị sonar. Con tàu quay về Sheerness để sửa chữa vào ngày hôm sau, công việc kéo dài cho đến tháng 8.
Melbreak được đưa về thành phần dự bị ngay sau khi chiến tranh kết thúc. Nó bị bỏ không tại Chatham, nhưng cũng đã tham gia cuộc Duyệt binh Hải quân tại Portsmouth nhân lễ Đăng quang của Nữ hoàng Elizabeth Đệ Nhị vào năm 1953. Cuối cùng con tàu bị bán cho hãng Thos W Ward tại Grays, Essex và bị tháo dỡ từ ngày 22 tháng 11, 1956.